# Кубок мира по вольной борьбе 1983
Кубок мира по вольной борьбе 1983 года прошёл 26—27 марта в Толидо (США) на арене Сентенниел-Холл. Соревнования проводились под эгидой ФИЛА и Союза спортсменов любителей США. Обладателем кубка мира стала сборная СССР. Сборную США представляли чемпионы минувшего Панамериканского чемпионата (1977). Третьей стала команда Канады.

## Командный Зачёт
| Место | Страна |   |
| ----- | ------ | - |
| 1     | СССР   | 7 |
| 2     | США    | 3 |
| 3     | Канада |   |
| 4     | Япония |   |

## Победители в личном зачёте
| до 48 кг     | Адам Куэстас       |
| до 52 кг     | Дони Гонсалес      |
| до 57 кг     | Сергей Белоглазов  |
| до 62 кг     | Виктор Алексеев    |
| до 68 кг     | Арсен Фадзаев      |
| до 74 кг     | Юрий Воробьёв      |
| до 82 кг     | Кристофер Кэмпбелл |
| до 90 кг     | Роберт Тибилов     |
| до 100 кг    | Аслан Хадарцев     |
| свыше 100 кг | Салман Хасимиков   |